# フランスの建築

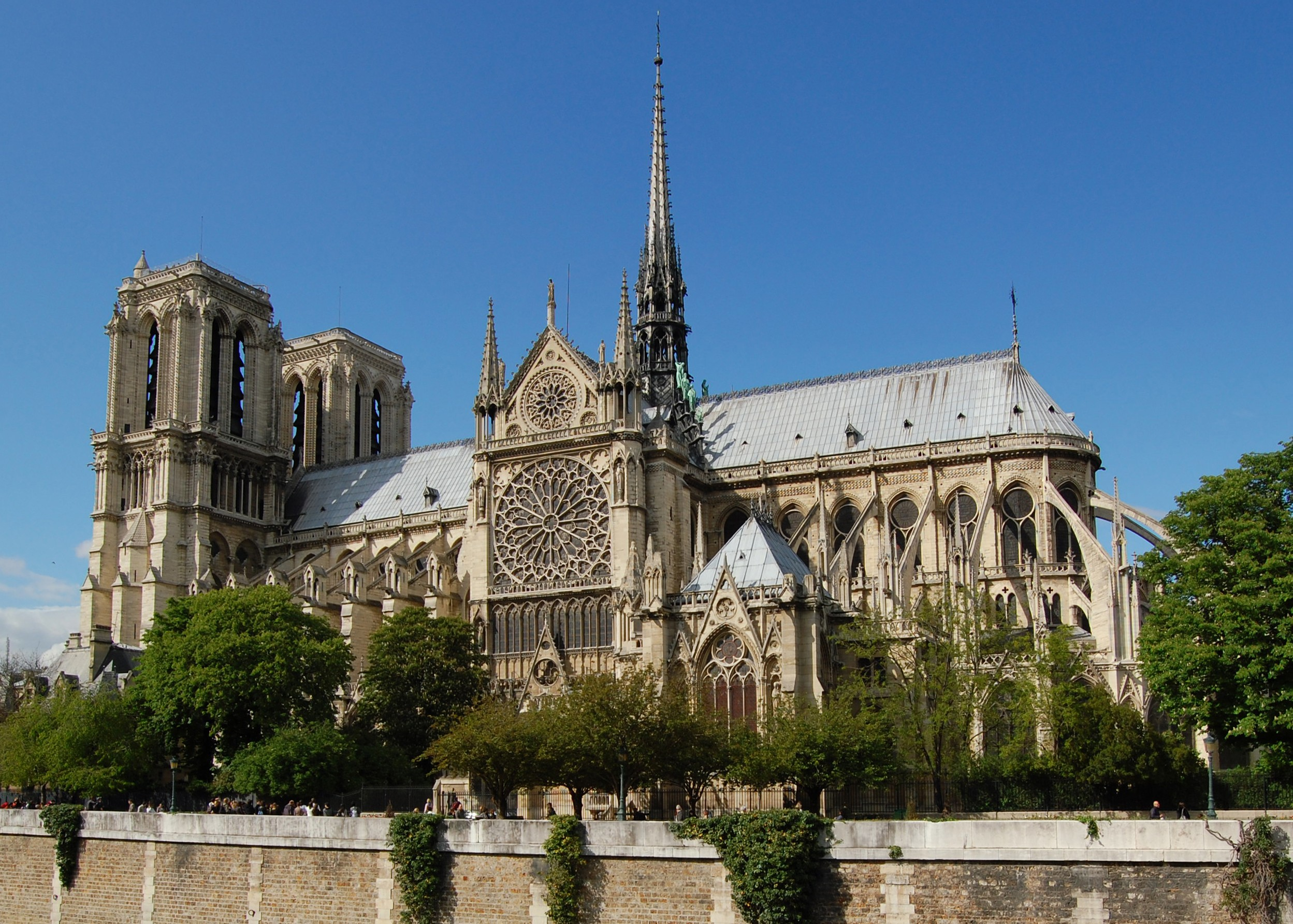
ノートルダム大聖堂はフランスの宗教建築と中世建築の代表格

フランスの建築（フランス語: Architecture en France）とは、現在のフランス領内に存在している全ての建築様式や、ほかの地域で起源を持ちながらフランスで洗練された建築様式の総称である。

## 歴史

### ガロ＝ローマ時代

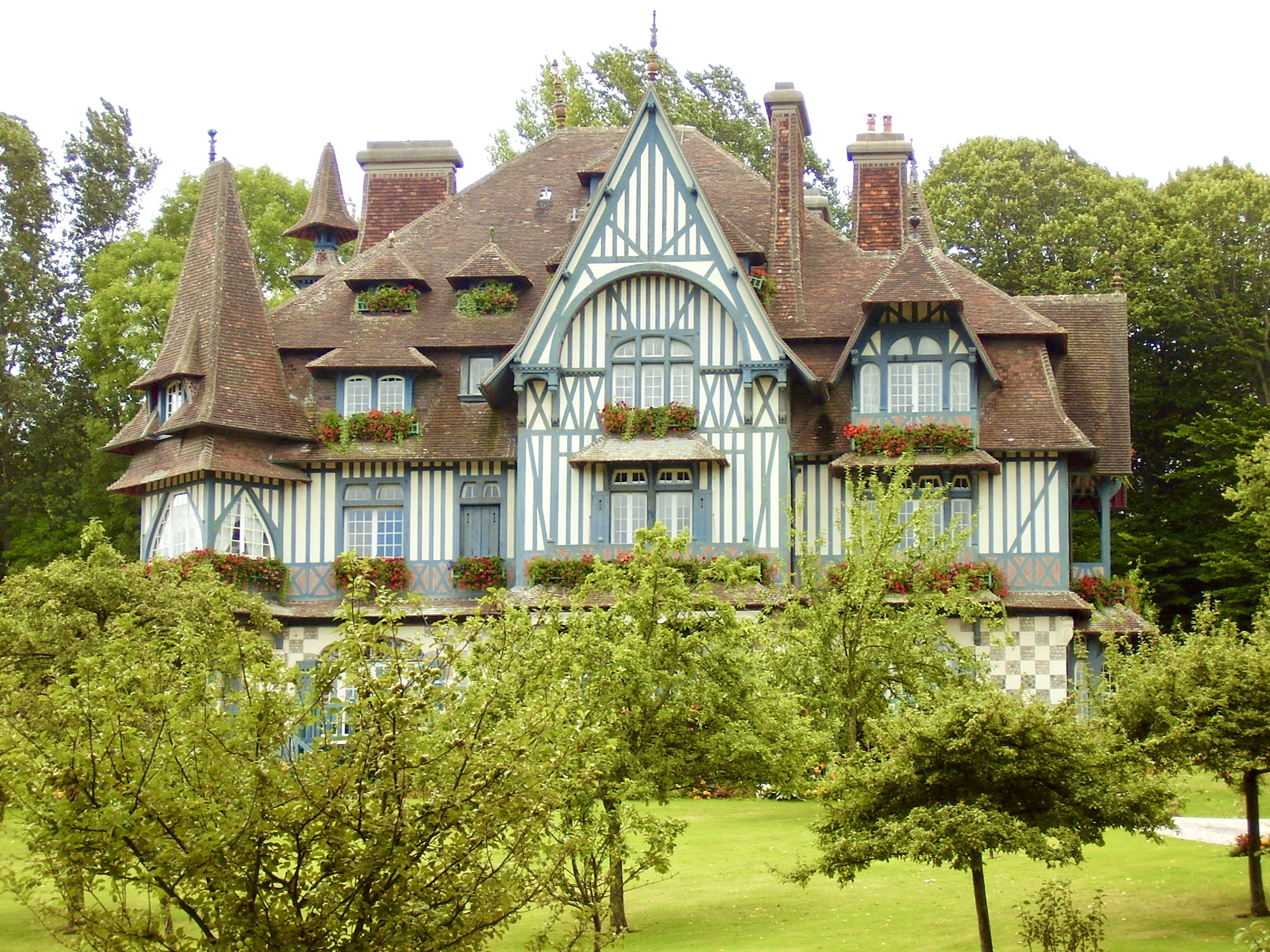
ノルマンディー風の強い民家

古代ローマ建築は当初、ギリシャ建築の外観を取り入れていたが、ローマ共和政の後期にはアーチ、ヴォールト、ドームといったあまり使われていなかった建築技術を導入することで、非常に美しい建築様式を発展させていた。この発展は「ローマ建築革命」と呼ばれ、コンクリートの発明が重要な要因となった。また、都市における富や人口密度の高さといった社会的要素が、ローマ人に独自の建築的解決策を模索させる動機となった。例えば、ヴォールトやアーチの使用と建材に関する確かな知識を活用することで、公共利用のための壮大な構造物を構築するという前例のない成功を収めていた。
この時期のフランスにおける代表的な例として、アルルのアリスカンやニームのメゾン・カレがあった。アリスカンは、アルル旧市街の城壁のすぐ外に位置する大規模なローマ時代の墓地であり、古代世界で最も有名な墓地の1つだった。「アリスカン」という名前はラテン語の「Elisii Campi（シャン＝エリゼ、またはエリュシオンの野）」に由来し、この場所は中世でも名高く、アリオストの『狂えるオルランド』やダンテの『神曲』「地獄篇」にも言及されている。アリスカンは中世を通じて使用され続けていたが、1152年に聖トロフィムの遺物が大聖堂に移されると、その威信は低下した。

### バロック時期

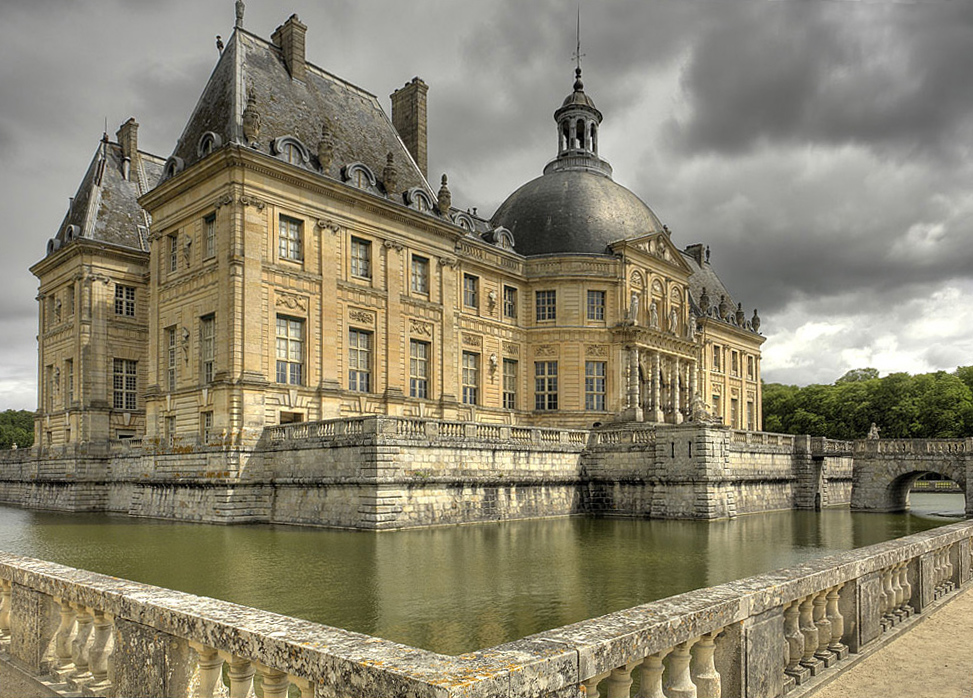
ヴォー＝ル＝ヴィコント城

フランス・バロックは、ルイ13世（1610–43）、ルイ14世（1643–1714）、ルイ15世（1714–74）の統治下でフランスにおいて発展したバロック建築の一形態である。フランス・バロックは18世紀の欧州各地の世俗建築に大きな影響を及ぼした。
フランスでは16世紀にはすでに宮殿の「三翼式」平面（中央の本館と両側の翼棟を持つレイアウト）が定番の形式として確立されていたが、サロモン・ド・ブロスによるリュクサンブール宮殿（1615–20）は、フランス・バロック建築が進むべき端正で古典主義的な方向性を決定づけた。この建築では、本館（コール・ド・ロジ）が初めて建物の中心的な要素として際立ち、側翼は従属的なものとして控えめに配置された。さらに、中世的な塔は完全に廃され、代わりに三階建ての壮大な門の形をした中央突出部が採用された。 
新しい様式を最も完成された形で打ち立てたのはフランソワ・マンサールであり、彼はフランスに本格的なバロック様式を導入した人物として評価されている。彼の設計によるメゾン＝ラフィット城（1642）では、学問的な建築手法とバロック的な表現を調和させつつ、フランス建築がゴシック時代から受け継いできた独特の伝統も尊重している。メゾン＝ラフィット城は、16世紀の後期中世的な城館から18世紀の別荘風の田園邸宅へと移行する過程を示している。
この建築は厳格な左右対称性を持ち、各階にはピラスター形式のオーダー（柱の構成原理）が適用されている。特に、独立した大屋根で強調されたファサード中央部（フロントン）は、見事な立体感を持ち、建物全体が三次元的な統一感を持つように設計されている。マンサールの建築は、当時のローマに見られる過剰な装飾表現を排し、イタリア・バロックの影響は装飾的な要素の領域にとどめられている。 
次の欧州宮廷建築の発展段階では、宮殿と庭園を一体化させる手法が取り入れられた。その典型がヴォー＝ル＝ヴィコント城（1656–61）であり、建築家ルイ・ル・ヴォー、装飾家シャルル・ル・ブラン、造園家アンドレ・ル・ノートルが協力して設計を行った。この小宮殿では、軒蛇腹（コーニス）から低い基壇（プリンス）に至るまで、「巨大オーダー」と呼ばれるデザインが採用されており、建物全体に威厳と壮麗さを与えている。ル・ヴォーとル・ノートルの創造的な協働により、「壮麗様式（マニフィック・マナー）」が確立され、バロック建築の影響は宮殿の枠を超えて庭園や周囲の景観へと広がっていった。こうして、壮大な眺望が織りなす完璧な調和が生み出された。

### ロココ時期

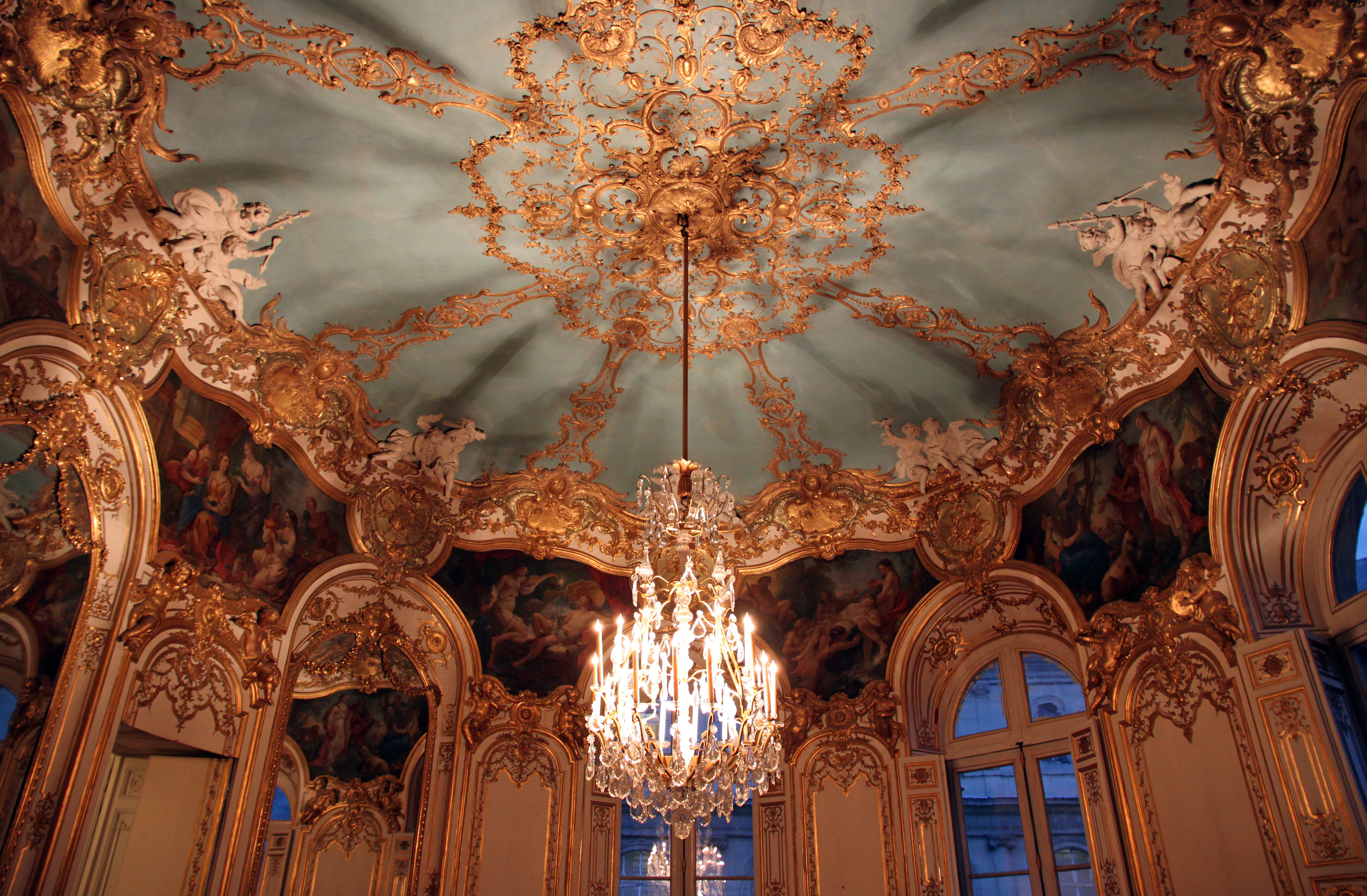
Hôtel de Soubiseの天井

ロココ様式は、まず装飾美術や室内装飾の分野で発展した。ルイ14世の後継者が即位すると、宮廷芸術家や美術の流行が変化し、ルイ14世の治世末期には、重厚なバロック様式に代わり、軽やかで曲線的なフォルムや自然をモチーフとした装飾が主流となった。こうした特徴は、建築家ニコラ・ピノーの設計に顕著に表れている。
摂政時代（1715–1723）には宮廷生活がヴェルサイユ宮殿から離れ、この芸術的変化は王宮内で確立されるとともに、フランスの上流社会全体へと広がった。ロココの繊細さと遊び心に満ちたデザインは、ルイ15世の華美な宮廷文化と見事に調和していると評価されている。
1730年代は、フランスにおけるロココの最盛期であった。この様式は、バロックの複雑な造形や精緻な装飾美を受け継ぎつつ、東洋風のデザインや非対称的な構成といった多様な要素を取り入れた。やがてロココは建築や家具のみならず、絵画や彫刻にも波及していった。フランスの芸術家や版画による出版物を通じてこの様式は広まり、特にカトリック圏の南ドイツ、ボヘミア、オーストリアでは、活気に満ちたドイツ・バロックの伝統と融合し、独自の発展を遂げていた。

### 新古典主義時期

凱旋門

フランスにおける新古典主義の最初の段階は、アンジュ＝ジャック・ガブリエル（1762–68年、プティ・トリアノン）のような建築家による「ルイ16世様式」に表れている。第二段階は「ディレクトワール様式」や「アンピール様式」として発展し、ジャン・シャルグランによる厳格な装飾を排した凱旋門（1806年設計）に象徴される。一方、イギリスでは、第一段階がロバート・アダムの建築に、第二段階がサー・ジョン・ソーンの建築に表れている。 
フランスにおける新古典主義の室内装飾は、当初「宮廷様式」では無く、パリで流行した「グー・グレック（Goût grec, ギリシャ風様式）」として登場した。これが宮廷に取り入れられたのは、1771年に若きルイ16世が即位し、ファッションに敏感な王妃マリー・アントワネットが「ルイ16世様式」を宮廷に持ち込んでからである。また、1800年頃から、エッチングや版画を通じて新たなギリシャ建築の影響が流入し、新古典主義に新たな推進力を与えた。この動向は「ギリシャ復興様式（Greek Revival）」と呼ばれる。
新古典主義は19世紀を通じて、さらにはその後も、学術的な美術の主要な潮流であり続け、ロマン主義やゴシック・リバイバルの対極に位置付けられた。しかし、19世紀後半以降、影響力のある批評家の間では、しばしば「反近代的」あるいは「反動的」と見なされるようになった。19世紀半ばまでに、サンクトペテルブルク、アテネ、ベルリン、ミュンヘンといったヨーロッパの主要都市は、新古典主義建築の「生きた博物館」のように変貌した。それに対し、フランスではギリシャ復興様式は国家や一般市民の間であまり人気を博さなかった。
その数少ない例として、シャルル・ド・ワイイによるサン・ルー＝サン・ジル教会（1773–80年）の地下聖堂や、クロード・ニコラ・ルドゥーによるバリエール・デ・ボンゾム（1785–89年）が挙げられる。 フランスでは、ギリシャ建築の実例そのものよりも、マルク＝アントワーヌ・ロジエの理論的な影響が強く、ギリシャ建築の「手法」では無く、その「原理」を探求する姿勢が主流であった。そのため、フランスにおけるギリシャ復興様式が本格的に開花するのは、第二帝政期におけるラブストルの「ネオ・グレック（Neo-Grec）」様式の時代を待たなければならなかった。　　

### 初期フランス植民建築

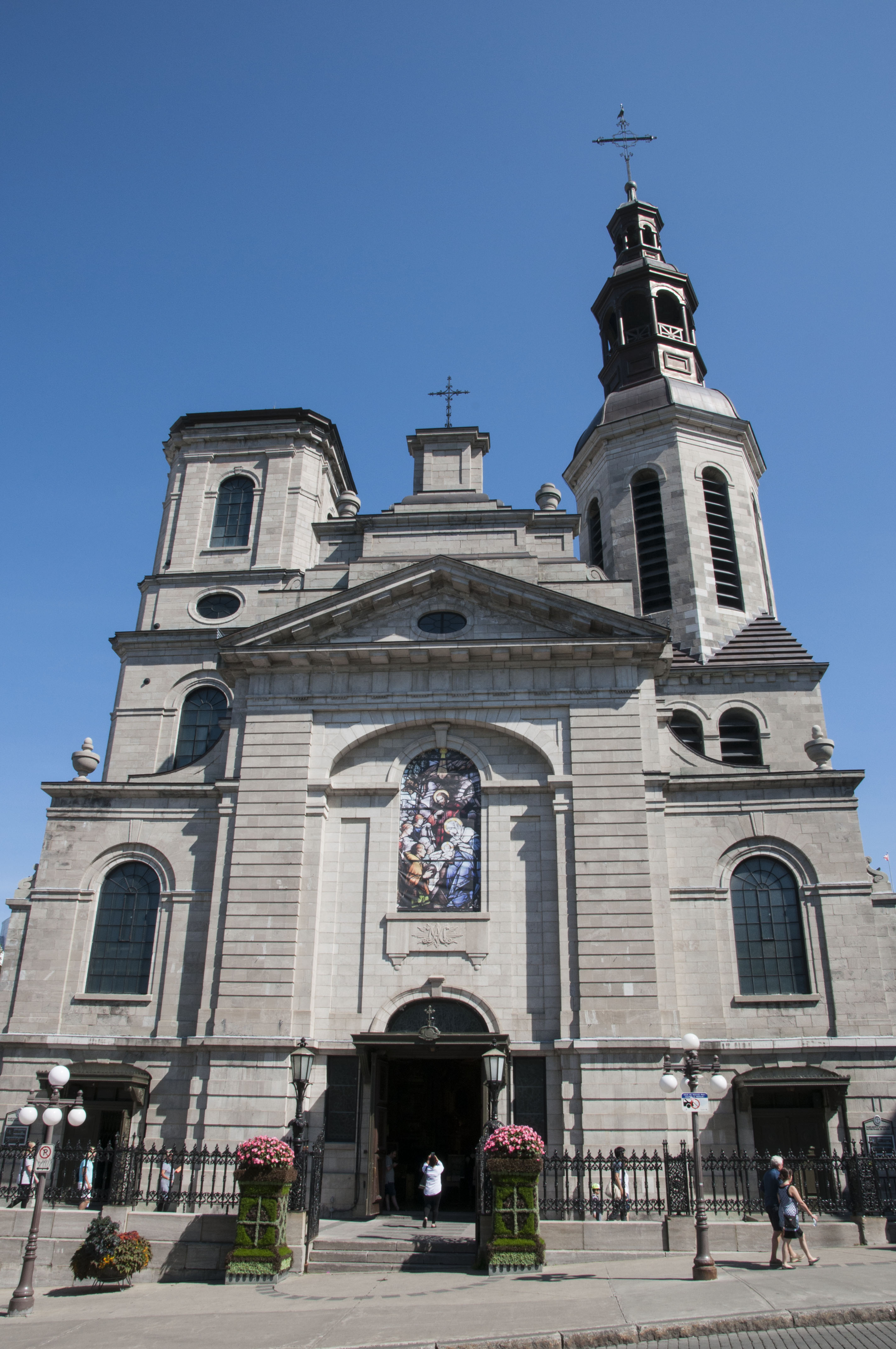
カナダケベック市の「ノートルダム大聖堂バジリカ」

17世紀初頭から1830年代にかけて、フランスは北アメリカ、カリブ海、フランス領ギアナ、セネガル、ベナンに広大な領土を持っていた。この植民帝国には、世界で最も豊かな植民地であったサン＝ドマング（現在のハイチ）や、フランス最大の領土を持つノヴェル＝フランス（現在のケベック）を含んでいた。
1604年から、フランスの植民者や政府の技師たちは、ヴェルサイユ宮殿やパリの大宮殿、町屋、教会のモデルを基に、ケベック市、カフ＝フランソワ（現在のカフ＝ハイチ）、マルティニーク、グアドループ、サン＝ルイ（セネガル）、ゴレ島（セネガル）、フランス領ギアナなどの地域に巨大で高価な建物を建ていた。最も豪華な建物として挙げられるのは、ケベック市のシャトー・サン＝ルイ、カフ＝フランソワの政府建物、カイエンヌの総督邸、カフ＝ハイチの教会（現在のカフ＝ハイチの聖母昇天大聖堂）が挙げられる。
フランスはルイジアナにも広範な建物を建設しつつ、特にニューオーリンズやデストレハン・プランテーションにおいて、フランス時代から現存する建物は非常に少ない。それでも、フランス式の建物は長い間建てられ続けていた。また、ポスト植民地時代のハイチでも、特にアンリ・クリストフ王のサン＝スーシ宮殿などが建設されていた。　

### 第二帝政期

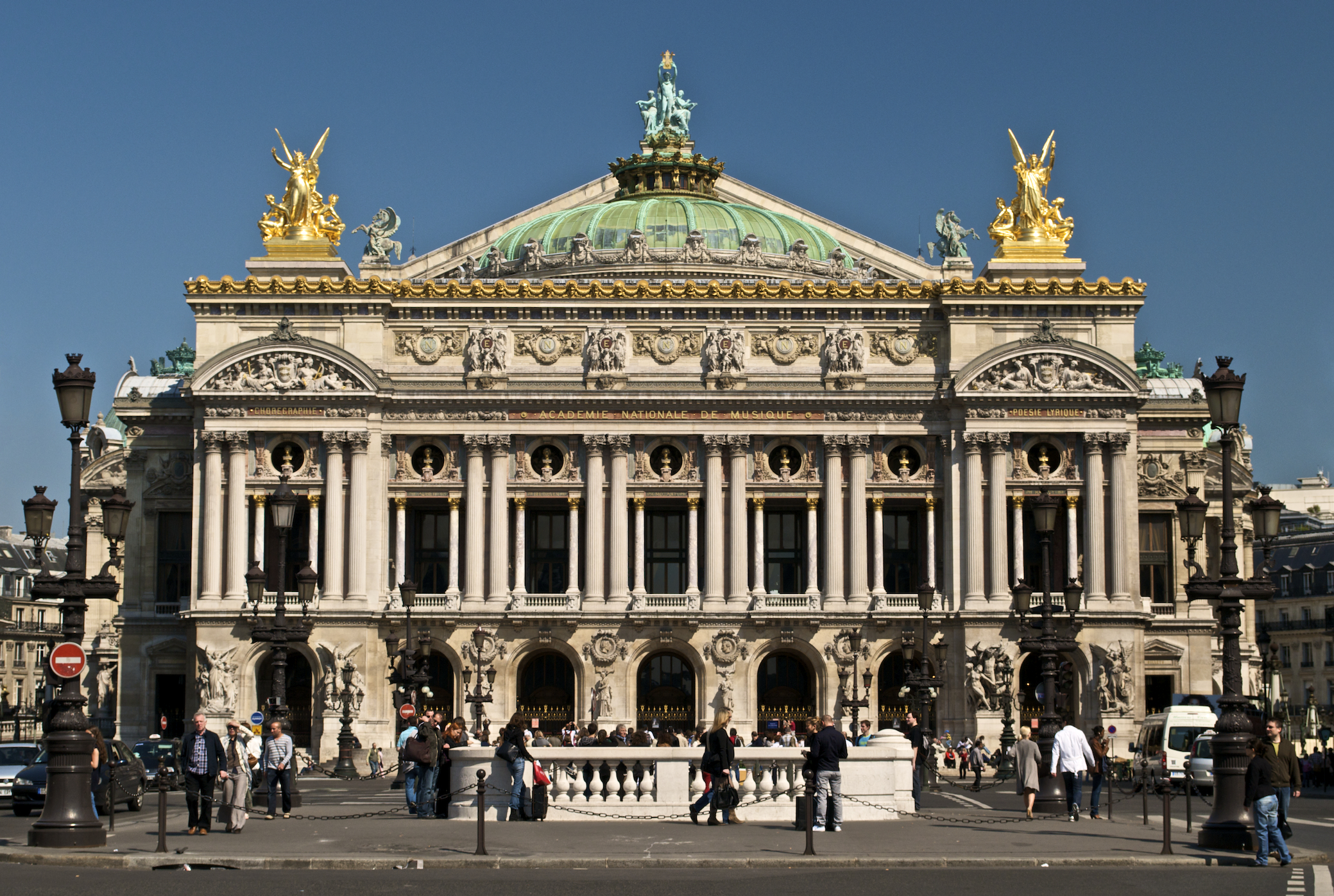
パリのオペラ劇場「オペラ・ガルニエ」

19世紀中頃、ナポレオン3世がフランス第二帝政を樹立した頃、パリは高層で威厳のある建物が立ち並ぶ華やかな都市へと変わった。多くの家々は、対となった柱や精緻な鉄製の屋根飾りで装飾されていた。
この時代に特徴的なものの1つが、急勾配で箱形をしたマンサード屋根である。マンサード屋根は、その台形の形状ですぐに識別できる。三角形の破風屋根とは異なり、マンサード屋根はほぼ垂直に近く、頂上部分で急に平坦になる。この独特な屋根のラインは威厳を感じさせるだけでは無く、屋根裏部屋に広い居住空間を提供している。アメリカ合衆国では、第二帝政はビクトリア様式と見なされているが、フランスらしい実用的なマンサード屋根は、現代の多くの住宅にも見られている。

### ボザール時期
パリのもう1つのスタイルであるボザール様式は、名高いエコール・デ・ボザール（美術学校）から発祥した。19世紀から20世紀初頭にかけて発展し、より洗練された新古典主義様式を壮大に発展させたものである。対称的なファサードは、スワッグ、メダリオン、花、盾などの豪華な装飾で飾られた。これらの巨大で威圧的な建物はほとんど常に石で作られ、非常に裕福な人々のために建てられた。しかし、より「控えめな」住宅でも、石のバルコニーや石工の装飾があれば、ボザール様式の影響が見られることがある。多くのアメリカの建築家がエコール・デ・ボザールで学び、この様式は1880年から1920年頃のアメリカの建築に大きな影響を与えた。

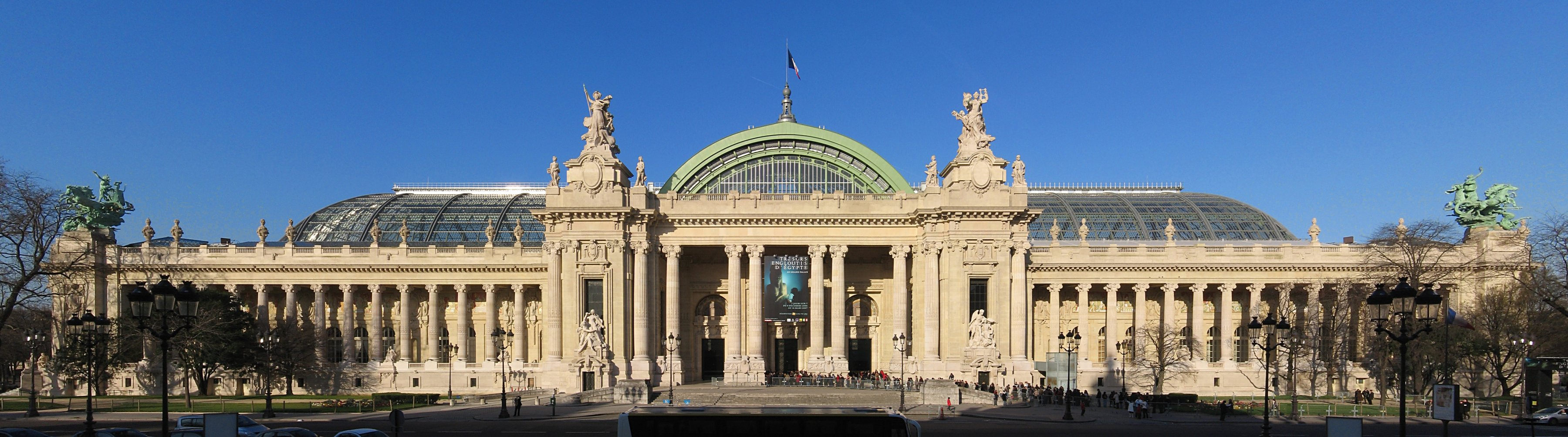
パリのグラン・パレ（1897年～1900年）